# San Rafael Chacaljemel
San Rafael Chacaljemel är en ort i Mexiko.   Den ligger i kommunen Comitán Municipality och delstaten Chiapas, i den sydöstra delen av landet, 800 km öster om huvudstaden Mexico City. San Rafael Chacaljemel ligger 1 576 meter över havet och antalet invånare är 191.
Terrängen runt San Rafael Chacaljemel är platt åt nordost, men åt sydväst är den kuperad. Runt San Rafael Chacaljemel är det ganska tätbefolkat, med 96 invånare per kvadratkilometer. Närmaste större samhälle är Comitán, 9,4 km norr om San Rafael Chacaljemel. I omgivningarna runt San Rafael Chacaljemel växer huvudsakligen savannskog.